# Knoxville: verano de 1915
Knoxville: Summer of 1915, Op. 24 (en español, Knoxville: Verano de 1915) fue compuesta para voz y orquesta por Samuel Barber en 1947. El texto proviene de una breve pieza en prosa de 1938 de James Agee. La obra fue encargada por la soprano Eleanor Steber, quien la estrenó en 1948 con la Orquesta Sinfónica de Boston bajo la dirección de Serge Koussevitzky. Aunque tradicionalmente la pieza la canta una soprano, también puede ser cantada por un tenor. El texto corresponde a los pensamientos de un niño varón. 

## Descripción
Knoxville: Summer of 1915 de Samuel Barber es una obra exuberante y rica en texturas. Poniendo música a extractos de "Knoxville: Summer of 1915", un poema en prosa de 1938 de James Agee que después se convirtió en un preámbulo de su libro publicado póstumamente y ganador del Premio Pulitzer, A Death in the Family (1957), Barber pinta una imagen nostálgica de la ciudad natal de Agee, Knoxville, Tennessee. El preámbulo es una descripción simple y onírica de una noche en el sur de Estados Unidos, narrada por un niño que, a veces, parece transformarse en adulto. Es difícil distinguir por momentos la identidad del narrador, lo que realza el carácter onírico de la obra.
Knoxville está planteado en un movimiento, y el compositor la describió como "rapsodia lírica". Se ajusta ampliamente al patrón "ABA" sugerido por el texto, y tiene una forma de rondó,  con "varias secciones interconectadas, unidas con un estribillo recurrente".  La elección de Barber de componer en una forma relativamente libre a gran escala es paralela a la propia elección de Agee en el desarrollo de su obra; ambos presentan los frutos de una improvisación espontánea, alimentada por una nostalgia conmovedora.

## Génesis
1915 fue un año especial para James Agee, que tenía seis años. Fue el último año en que su familia estuvo intacta ya que su padre murió en un accidente automovilístico en 1916 y los miembros restantes de la familia se marcharon de Knoxville para no volver jamás. Según Agee, fue el punto en torno al cual comenzó a evolucionar su vida.  Después de que Barber y Agee se conocieron, Barber notó que los dos tenían mucho en común. 

## El texto de Agee extraído por Barber
Barber eligió solo extractos de "Knoxville" para su composición, pero su pieza en muchos sentidos, es paralelo al texto de Agee. El escritor se sintió conmovido por la muerte de su padre en su infancia, mientras que Barber, durante el tiempo de composición de la obra, soportaba el deterioro de la salud de su padre. Los dos hombres tenían la misma edad. Sin embargo, lo más importante es que los dos estaban tan atraídos por la nostalgia y la inspiración que escribieron sus piezas rápidamente y sin muchas revisiones. 
En una entrevista de radio de 1949, Barber dijo: “Mi respuesta musical ese verano de 1947 fue inmediata e intensa. Creo que debo haber compuesto Knoxville en unos pocos días. . . expresa sentimientos de soledad, asombro y falta de identidad de un niño en ese mundo marginal entre el crepúsculo y el sueño”. 

### Resumen
El texto no cuenta una historia. Es una evocación poética de la vida vista desde la perspectiva de un niño de seis años. Está llena de aliteraciones ("personas en pareja", "padres en los porches", "sueño, sonrisa suave", "en el césped"). La sensación es que no pasa nada; los adultos se sientan en el porche y hablan "de nada en particular, de nada en absoluto". Sus voces son "suaves y sin sentido, como las voces de los pájaros dormidos". Pasan un caballo y una calesa, un auto ruidoso, un auto silencioso, un tranvía ruidoso. Los miembros de la familia yacen sobre edredones, en el patio (como no era raro en una calurosa tarde de verano, antes del aire acondicionado). "Las estrellas son anchas y vivas, parecen cada una sonrisas de gran dulzura, y parecen muy cercanas". Los miembros de la familia se describen como lo haría un niño, citando a un adulto: "Uno es un artista, vive en casa. Otra es música, también vive en casa". Las personas clave son los padres, su padre y su madre, quienes son "buenos conmigo". El niño es "muy querido en ese hogar". El texto presagia alguna tragedia por venir: "Que Dios bendiga a mi pueblo, mi tío, mi tía, mi madre, mi buen padre, oh, acuérdate de ellos con bondad en sus tiempos de angustia, y en la hora de su marcha".
El niño hace un comentario filosófico: "Por alguna casualidad, aquí están, todos en esta tierra; y quién jamás contará la pena de estar en esta tierra, acostados, sobre edredones, sobre la hierba, en una tarde de verano, entre los sonidos de la noche". Es "llevado a la cama", y es recibido por el sueño. Sin embargo, lo único que nunca podrá aprender en esa casa, que nadie le dirá nunca, es "quién soy yo". Con esta sensación de carencia termina la obra.

## Estructura musical
El comienzo de la obra, que describe una cálida tarde de verano, es particularmente lírico en comparación con los pasajes anteriores de Agee en la misma obra. Barber capitaliza el lirismo de esta sección mediante el uso del figuralismo: "Hablando casualmente" en los compases 23-24, "gemido creciente" en los compases 65-66, "la campana punzante se eleva de nuevo..." en el compás 79.
La introducción concluye y el ensueño se interrumpe abruptamente; nos vemos arrojados a un allegro agitato, donde Barber introduce un motivo simple parecido a un corno en los instrumentos de viento y cornos. Las líneas de staccato y pizzicato se suman al caos. Al igual que la introducción, las imágenes son vívidas pero aún intangibles: este pasaje tiene toda la claridad de un sueño, pero no tenemos claro lo que significa. La soprano aclara de nuevo la imaginería: "un tranvía levantando su gemido de hierro; parando, tocando y arrancando; despertando y levantando de nuevo su gemido de hierro creciente". La textura metálica y ruidosa persiste, interrumpida por una excursión notablemente aguda, "como un pequeño espíritu maligno dispuesto a seguir sus huellas". Al describir la chispa sobre el tranvía como un espíritu que lo sigue de cerca, Barber utiliza instrumentos de viento de madera en staccato y cuerdas en pizzicato con un marcado cromatismo para ilustrar esta imagen.
Después de que el tranvía se desvanece, la soprano comienza un pasaje lírico "ahora es la noche con un rocío azul". Aquí la soprano alcanza la nota más alta de toda la obra, un piano cantado en si bemol. Después de esto, volvemos a una interpretación aproximada del primer tema; esta vez el arpa lleva el tema sola. Este breve regreso a la familiaridad pasa suavemente a un pasaje en el que el narrador ha pasado de describir la noche de verano a contemplar cosas más grandiosas: "Sobre la hierba húmeda y áspera del patio trasero, mi padre y mi madre han tendido edredones". . . Como era común antes del aire acondicionado, la gente pasaba las tardes fuera de las casas. Aquí los adultos y el narrador están acostados sobre edredones, hablando escasa y ociosamente. En el relativo silencio, el narrador, todavía un niño, contempla la inmensidad de las estrellas y de "mi pueblo", sentado en silencio con "cuerpos más grandes que el mío". Después la orquesta llega a un balanceo, que consiste en un intercambio repetitivo entre el fagot y los otros instrumentos de viento.
La sección termina de manera particularmente conmovedora, con el narrador contando a las personas presentes y terminando con la frase "Uno es mi padre que es bueno conmigo". La orquesta irrumpe en una sección agitada, caracterizada musicalmente por saltos de novena y segunda. Vemos que el texto ha tocado ahí la fibra sensible de Barber, cuyo padre estaba gravemente enfermo en ese momento, estableciendo un paralelo entre el padre de Agee (su texto es "estrictamente autobiográfico") en 1915 y el padre de Samuel Barber en el momento de escribir esta obra en 1947. 
El recuerdo infantil de la tarde de verano ahora se convierte abruptamente en  el serio, "quién contará la pena de estar en esta tierra", golpeando nuevamente en el si bemol. Después, el narrador pide la bendición de las personas antes mencionadas y pasa a una vuelta final al tema original, mientras el narrador habla de que lo acostarán. La pieza termina con los instrumentos elevándose tranquilamente, casi flotando, reforzando los aspectos oníricos de la pieza.

## Estreno
El estreno se celebró el 9 de abril de 1948 por Eleanor Steber y la Orquesta Sinfónica de Boston dirigida por Serge Koussevitzky. La actuación fue recibida con críticas mixtas.
Barber no pudo estar presente en el estreno (en ese momento estaba trabajando en la Academia Estadounidense en Roma y la función no se pudo reprogramar). Pero Koussevitzy le envió un telegrama señalando que la actuación fue "un éxito sobresaliente y causó una profunda impresión en todos". Si bien Koussevitzky nunca volvió a interpretar la obra, se ha mantenido popular a lo largo de los años.
Si bien la parte vocal generalmente la canta una soprano, también la puede cantar un tenor. Una de esas interpretaciones de la obra con un tenor solista tuvo lugar en 2004 en el Festival Lanaudière con Anthony Dean Griffey y la Sinfónica de Montreal, dirigida por JoAnn Falletta. 

## Discografía selecta
- 1950 – Barber: Knoxville Summer of 1915. Eleanor Steber, William Strickland, Orquesta de Cámara de Dumbarton Oaks (Columbia Masterworks ML2174).[9]
- 1958 – Eleanor Steber in Concert (1956–1958). Eleanor Steber (VAI Audio).
- 1961 – Barber: Knoxville Summer of 1915. Eleanor Steber (Stand Records).
- 1960 – A Celebration of Twentieth-Century Song. Evelyn Lear (VAI Audio).
- 1968 – Leontyne Price Sings Barber. Leontyne Price (RCA Red Seal).
- 1989 – Barber: Knoxville Summer of 1915. Dawn Upshaw, David Zinman, Orquesta de St. Luke's (Nonesuch).
- 1989 – Gershwin, Copland, Barber. Jill Gomez, Richard Hickox, City of London Sinfonia (Virgin Classics VC 7 90766-2,).
- 1993 – The Best of Barber. Sylvia McNair, Yoel Levi, Orquesta Sinfónica de Atlanta (Telarc CD-80250).
- 1995 – Honey & Rue. Kathleen Battle (DG).
- 1992 – Barber: Scenes & Arias. Roberta Alexander (Etcetera).
- 1994 – Copland, Barber. Barbara Hendricks (EMI).
- 2002 – Barber. Karina Gauvin (Naxos).
- 2004 – Tanto que contar. Measha Brueggergosman (CBC Records).
- 2011 – Barber, Berlioz, Britten. Anne-Catherine Gillet (Aeon).
- 2012 – April Fredrick Sings Copland, Barber, Gershwin. April Fredrick (Somm).
- 2017 – Distant Light. Renée Fleming (Decca).